# クアウテモック

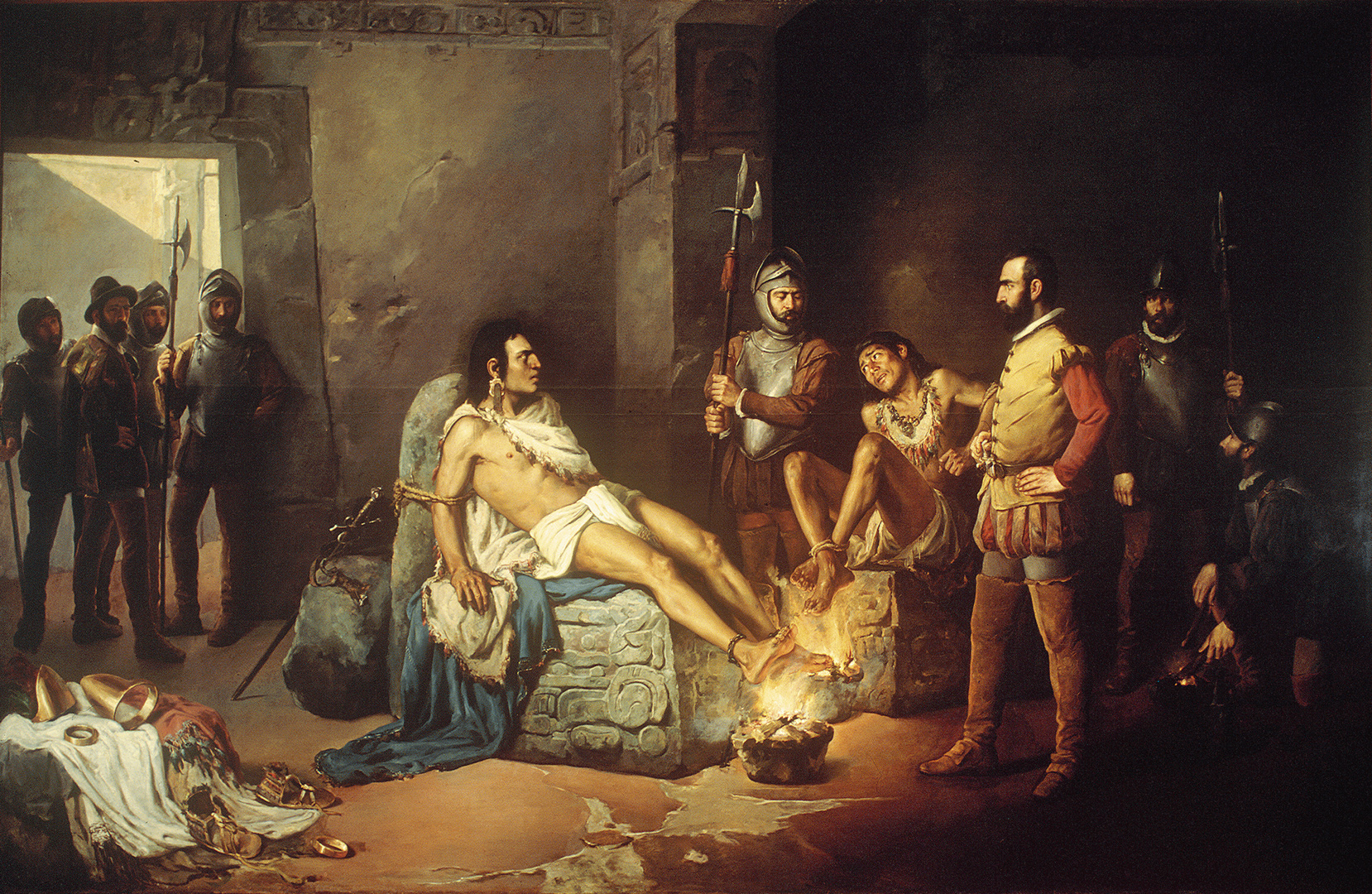
『クアウテモックを拷問するコルテス』
(1893年)、レアンドロ・イサギレ 作

クアウテモック（Cuauhtémoc, 1495年頃 - 1525年2月28日）は、アステカの第11代の皇帝（トラトアニ、在位：1520年 - 1521年）。名の意味は「急降下する鷲」。エルナン・コルテスと戦った第9代の君主モクテスマ2世の従兄弟にあたる。

## 事跡
1520年、アステカ人はモクテスマ2世（モテクソマ・ショコヨツィン）のあとに、その甥でモクテスマ2世に次いで位が高かった新王クィトラワクを選んだ。しかし、スペイン軍が持ち込んだ天然痘が蔓延して、在位わずか80日でクイトラワクは死亡し、25歳でトラテロルコ太守であったクアウテモックを王に推戴した。クイトラワクの妃であったモクテスマ2世の娘もクアウテモックに嫁いだ。
1521年、エルナン・コルテスがアステカの首都テノチティトランを包囲すると、クアウテモクは3ヶ月の攻防戦に耐えて勇敢に立ち向かった。8月13日、脱出を試みる途中にスペイン軍に捕らえられて降伏し、アステカは滅んだ。クアウテモックはコルテスの短刀を指さして自分を殺すように言ったが、コルテスは彼を殺さず、勇者として手厚くもてなした。しかし黄金の場所をつきとめるためにコルテスは彼を拷問にかけた。
コルテスはイブエラス（今のホンジュラス）遠征中にクアウテモクおよびトラテロルコの支配層が反乱を起こすことを恐れ、彼らを遠征に連れていった。遠征中に反乱を企てたと疑われ、イツァムカナク（今のカンペチェ州の町）で1525年に処刑された。コルテスはシワコアトルのトラコツィンをトラトアニに選んだが、彼も遠征中の1526年に病死した。

## その他
- 現在のメキシコでは国民的英雄であり、メキシコシティにはクアウテモックの銅像が建っている。1977年に発行された1000ペソ紙幣や1990年に発行された5万ペソ紙幣に肖像が使用されていた。
- クアウテモックが王に即位した際のスペイン側の記述では「貴族と勇者のすべての特性を備えた25歳の若者。きわめて美しいモクテスマの娘と結婚した人物」と記されている[4]。
- 1982年に建造されたメキシコ海軍練習船（トールシップ）に名が用いられている[5]。